# Hormiga negra (película)
Hormiga negra es una película argentina histórica-dramática dirigida por Ricardo Alberto Defilippi sobre su propio guion según la novela homónima de Eduardo Gutiérrez. Es protagonizada por Víctor Bó, Delia Montero, Pablo Palitos, Beto Gianola y Rolando Chaves. Fue filmada parcialmente en el Partido de La Matanza, Marcos Paz, Ramallo, San Nicolás y en el Museo José Hernández de la provincia de Corrientes. Se estrenó el 3 de mayo de 1979.

## Sinopsis
La historia del famoso gaucho Guillermo Hoyos, quien para vivir en paz y progresar debe pagar el precio del acoso de las autoridades que rigen en sus pagos.

## Reparto
Intervinieron en el filme los siguientes intérpretes:
- Víctor Bó … Guillermo Hoyos, alias "Hormiga Negra"
- Delia Montero … Marta
- Pablo Palitos … Venancio
- Beto Gianola … Sargento Laurito
- Rolando Chaves … García
- Luis Dávila … Filemón Santillán
- Roberto Escalada … Director de la cárcel
- Miguel Bianco … Hombre 1
- Mario Casado … Hombre 2
- Joaquín Piñón
- Coco Fosatti
- Víctor Catalano
- Miguel Paparelli
- Héctor Fuentes
- Rafael Chumbita
- Jorge Molina Salas
- Aldo Mayo
- Osvaldo María Cabrera
- Eduardo Filipini
- Oscar Llompart
- Fernando Huerta
- José María Pomares
- Francisco Domínguez
- Mario Kohout
- Eduardo Latino
- Roberto Prendiboy
- Jorge Huertas
- Arturo Noal
- Sergio Grau

## Comentarios/Críticas
Clarín opinó: 

”Filme de borroso trazo […] lenguaje formal desprovisto de sugerencias […] flaquezas argumentales”.

Por su parte los críticos e historiadores del cine Manrupe y Portela escriben: 

”Insólita aproximación a un mito, formal y conceptualmente más cercano al cine de décadas pasadas”.